# Otte Svendsen
Otte August Svendsen (8. august 1918 i Aalborg – 30. juni 2008) var en dansk operasanger (tenor).
Debut 1943 på Det Kongelige Teater som Rodolphe i La Boheme. Gennem 1950'erne og 1960'erne væsentlige roller på Det kgl. Teater som David i Carl Nielsens Saul og David, Cavaradossi i Puccinis Tosca, Radames i Verdis Aida og Erik i Wagners Den flyvende Hollænder. Afskedsforestilling 1975. Vendte i 1995 tilbage til scenen som kejseren i Puccinis Turandot. Kongelig Kammersanger i 1959. Medvirken i flere danske film. 
Han er begravet på Almen Kirkegård i Aalborg.